# Episodi di Boston Public (prima stagione)
La prima stagione della serie televisiva Boston Public è composta da 22 episodi ed è stata trasmessa negli Stati Uniti dall'emittente televisiva Fox dal 23 ottobre 2000 al 21 maggio 2001.
| nº | Titolo originale   | Titolo italiano             | Prima TV USA     | Prima TV Italia |
| -- | ------------------ | --------------------------- | ---------------- | --------------- |
| 1  | Chapter one        | Lezioni di vita             | 23 ottobre 2000  |                 |
| 2  | Chapter two        | Regole infrante             | 30 ottobre 2000  |                 |
| 3  | Chapter three      | La rivolta degli insegnanti | 6 novembre 2000  |                 |
| 4  | Chapter four       | Delusioni                   | 13 novembre 2000 |                 |
| 5  | Chapter five       | Vecchi rancori              | 20 novembre 2000 |                 |
| 6  | Chapter six        | La coscienza del limite     | 27 novembre 2000 |                 |
| 7  | Chapter seven      | Politicamente corretto      | 4 dicembre 2000  |                 |
| 8  | Chapter eight      | Scherzi di Natale           | 11 dicembre 2000 |                 |
| 9  | Chapter nine       | Una giornata difficile      | 8 gennaio 2001   |                 |
| 10 | Chapter ten        | La rivincita di Blob        | 15 gennaio 2001  |                 |
| 11 | Chapter eleven     | La casa dei sogni           | 22 gennaio 2001  |                 |
| 12 | Chapter twelve     | Le regole del gioco         | 5 febbraio 2001  |                 |
| 13 | Chapter thirteen   | A ciascuno il suo ruolo     | 12 febbraio 2001 |                 |
| 14 | Chapter fourteen   | Cercasi insegnanti          | 19 febbraio 2001 |                 |
| 15 | Chapter fifteen    | Scherzi del destino         | 26 febbraio 2001 |                 |
| 16 | Chapter sixteen    | Le piccole cose             | 26 marzo 2001    |                 |
| 17 | Chapter seventeen  | Scandalo su internet        | 16 aprile 2001   |                 |
| 18 | Chapter eighteen   | La campionessa              | 23 aprile 2001   |                 |
| 19 | Chapter nineteen   | Un elenco pericoloso        | 30 aprile 2001   |                 |
| 20 | Chapter twenty     | Madre in difficoltà         | 7 maggio 2001    |                 |
| 21 | Chapter twenty-one | Piccole grandi delusioni    | 14 maggio 2001   |                 |
| 22 | Chapter twenty-two | L'insegnante dell'anno      | 21 maggio 2001   |                 |

## Lezioni di vita
- Titolo originale: Chapter One
- Diretto da:
- Scritto da:

### Trama
- Questo primo episodio, trasmesso il 23 ottobre 2000 in prima serata su FOX, è valso alla serie un Emmy quale miglior direzione artistica per una serie televisiva.